# Zarsanga
Zarsanga o Zar Sanga (زرڅانگه‎; Bannu, 1946) è una cantante pakistana di lingua pashtu, proveniente dalla provincia Khyber Pakhtunkhwa, Pakistan. Zarsanga detiene il titolo onorifico di "The Queen of Pashto Folklore".
Ha iniziato la sua carriera di cantante cantando per Radio Peshawar e alcuni programmi televisivi, per poi esibirsi in Europa, negli Stati Uniti e negli Emirati Arabi Uniti. La lunga carriera come cantante e interprete le è valsa il soprannome di "La Regina del Folklore Pashtun" e il Premio Pride of Performance.

## Biografia

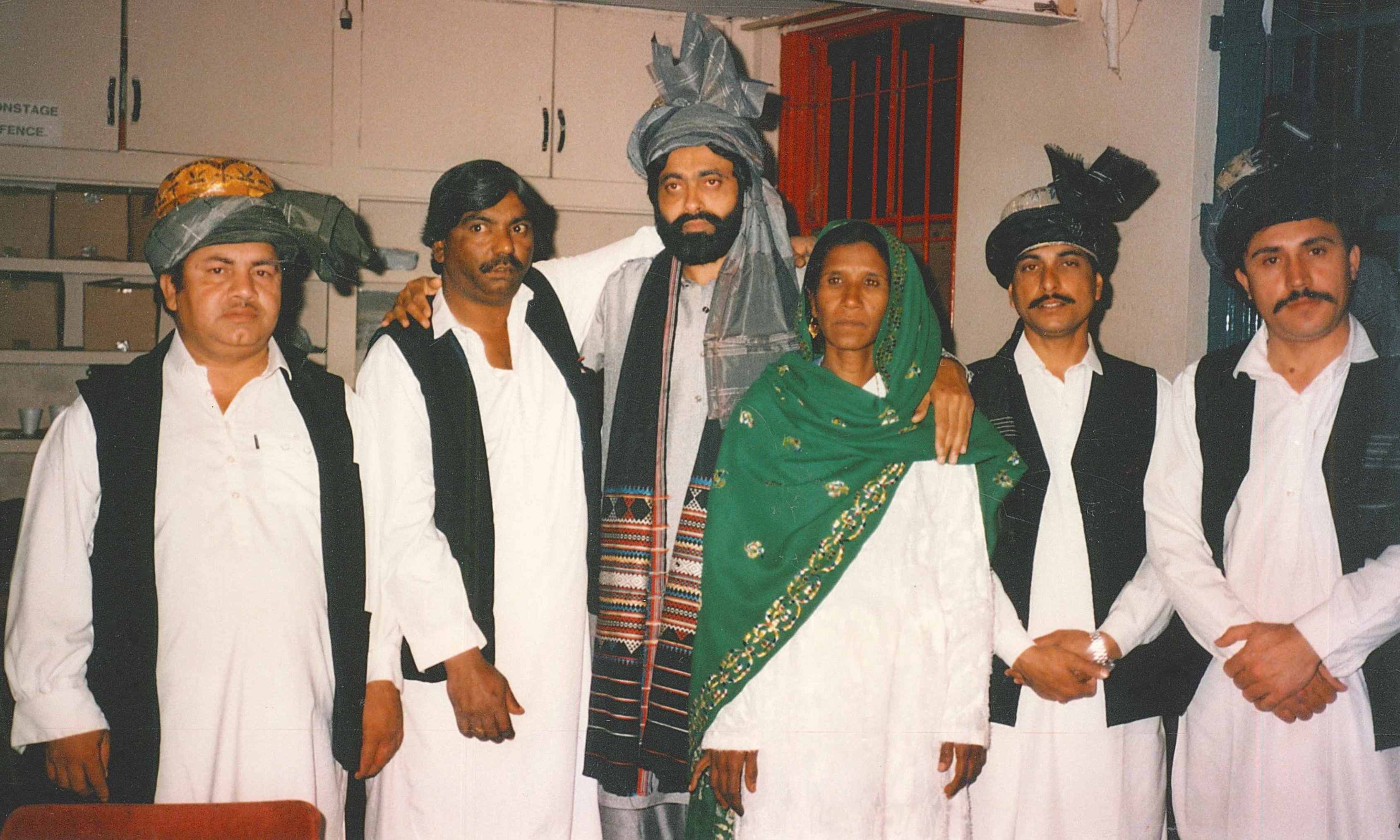
Zarsanga con la sua band nel marzo 1991 all'Hackney Empire di Londra

Zarsanga nacque nel 1946 in un piccolo villaggio di Bannu Lakki Marwat, nella provincia della frontiera nord-occidentale dell'India britannica (ora Pakistan). Fa parte della tribù nomade Kutanree (Kutan), che si sposta principalmente tra l'area del Pashto dal Punjab e Sindh, coprendo le aree di Bannu Road da Dera Ismail Khan, Kohat e Peshawar. Alcuni di loro viaggiano fino all'Afghanistan e vi rimangono in estate, tornano nei distretti meridionali di Khyber Pashtunkhwa durante l'inverno. Il canto è una professione importante per le persone della tribù e Zarsanga lo ha intrapreso fin dalla giovane età.
Nel 1965 Zarsganga sposò Malla Jan, residente a Sarai Naurang, Lakki Marwat, anch'esso nomade. Molte persone credono che sia sposata con il popolare cantante folk Khan Tehsil, ma lei nega le voci e fino ad oggi dice che Khan Tehsil è il cugino di suo marito:
Zarsanga e Malla Jan hanno nove figli di cui tre femmine e sei maschi. Anche Shahzada, il secondo figlio maggiore di Zarsanga, è un musicista.
Zarsanga continua a vivere con i suoi figli e due nipoti nel distretto di Nowshera di Khyber Pakhtunkhwa. Nel luglio 2017 la sua casa è stata svaligiata da un gruppo di aggressori non identificati che hanno derubato la famiglia della maggior parte degli oggetti di valore.

## Carriera
Zarsanga fu scoperta in giovane età da un musicista locale, Mustafa, durante un'esibizione a un evento di matrimonio. Mustafa la presentò a Rashid Ali Dehqan, un produttore di Radio Peshawar che la chiamò per un'audizione. Zarsanga firmò con la compagnia di radio trasmissioni e ha eseguito alcune delle sue canzoni più famose su Radio Pakistan. All'inizio della sua carriera Zarsanga ascoltava le canzoni di Gulnar Begum, Kishwar Sultan, Bacha Zarin Jan, Khyal Muhammad, Ahmad Khan e Sabz Ali Ustad.

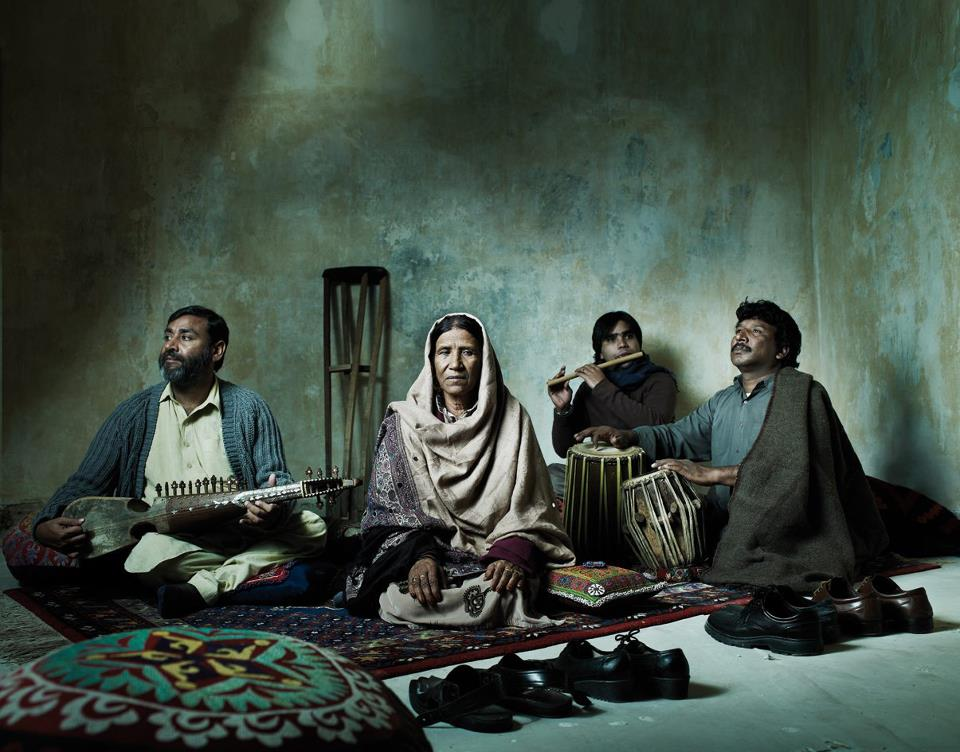
Zarsanga and her band in 2015

Miss Kia, una ricercatrice francese che ha lavorato con Radio France, una volta ha detto che la voce di Zarsanga era l'unica voce di montagna nella Lingua pashtu. La accompagnò in Francia per un concerto musicale, che all'epoca fu ben accolto. Zarsanga , ricordando la sua esperienza in un evento di musica dal vivo a Londra, disse in un'intervista: "Stavo cantando una canzone popolare tradizionale in Pashto sulle montagne e sulla vita da zingara dei tribali e, quando l'ho terminata, un britannico si è avvicinato a me e ha osservato con orgoglio che anche lui era uno zingaro".
Nel corso di una lunga carriera, durata oltre cinque decenni, Zarsanga ha registrato ed eseguito canzoni popolari tra cui "Da Bangriwal Pa Choli Ma Za", la sua unica canzone alla radio, "Zma Da Khro Jamo Yara", "Rasha Mama Zwi De", "Zma Da Ghrono Pana Yara", and "Kht Me Zanzeri De". Ha anche continuato a esibirsi in vari tour musicali internazionali in Germania, Francia, Belgio, Iraq, Emirati Arabi Uniti, Stati Uniti e Regno Unito.
Nel 2018 Zarsanga apparve nel video promozionale dell'undicesima stagione di Coke Studio Pakistan. In seguito registrò una canzone per gli otto episodi della stagione, eseguendo "Rasha Mama" insieme alla band pashto Khumariyaan e Gul Panra. Il video fu pubblicato su YouTube ufficiale di Coke Studio Pakistan il 16 agosto ed è stato visto da oltre 6,8 milioni di spettatori.

### Premi e riconoscimenti
Per il suo contributo alla musica da campo e al canto popolare, Zarsanga ha ricevuto il Pride of Performance Award (Tamġa-ē Ḥusn-e Kārkardagī) dal governo del Pakistan. È stata anche soprannominata "The Queen Of Pashtun Folklore" da vari media.

## Discografia
- Chants Du Pashtou (1993)

### Singoli
- "Da Bangriwal Pa Choli Ma Za"
- "Kht Me Zanzeri De"
- "Rasha Mama Zwi De"
- "Zma Da Ghrono Pana Yara"
- "Zma Da Khro Jamo Yara"

Artista collaboratore
- The Rough Guide to the Music of India and Pakistan (1996, World Music Network)